# Andrés Farías Benavides

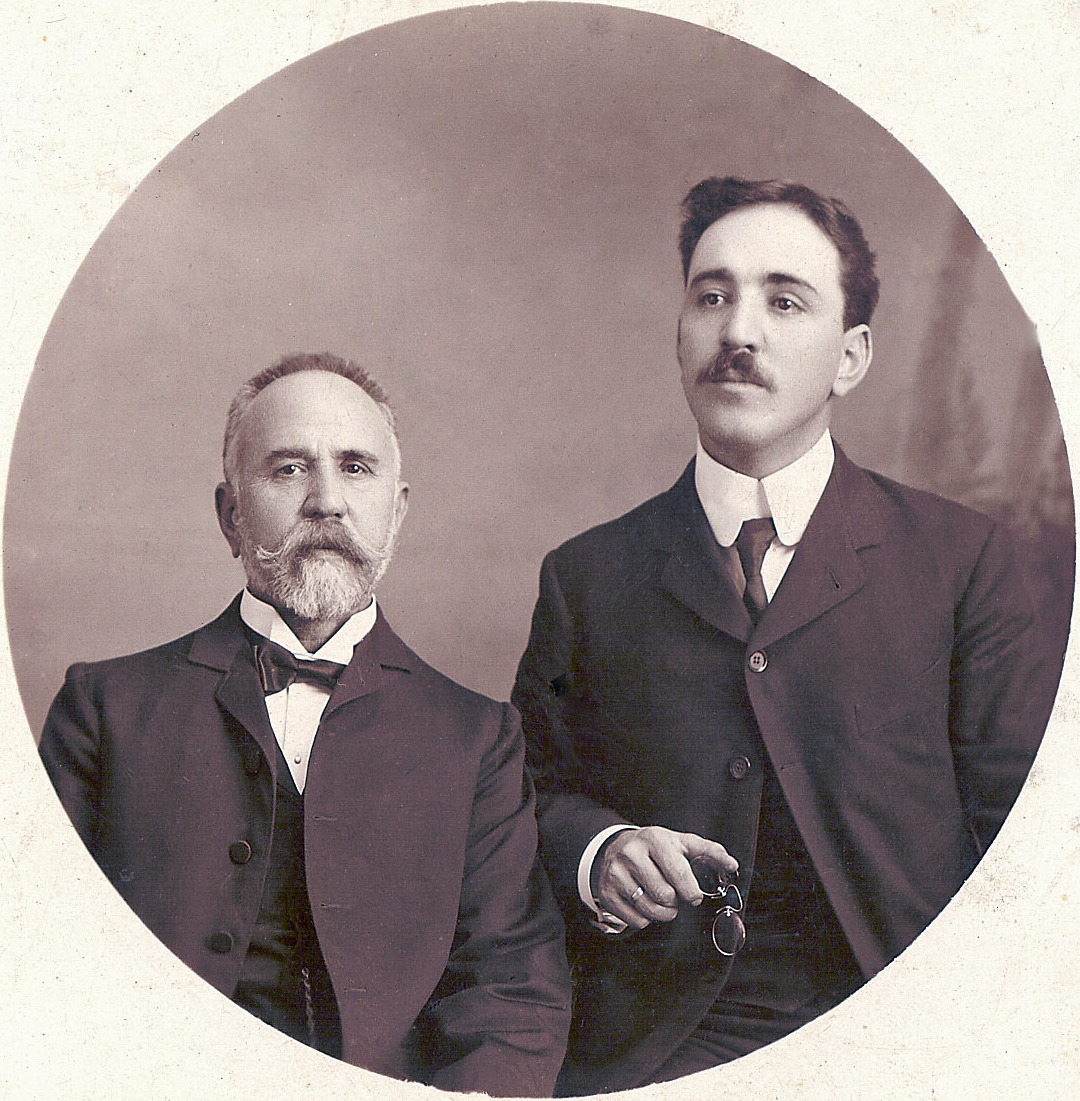
Andrés Farías y Benavides junto a su hijo Juan Francisco Farías y Hernández (padre de Juan S. Farías)

Andrés Farías y Benavides (29 de septiembre de 1845, San Pedro de las Colonias, Coahuila, México-27 de septiembre de 1934, Monterrey, Nuevo León, México) fue un empresario agrícola, minero y financiero del norte de México activo durante el porfiriato, socio fundador de las primeras instituciones de crédito en el norte del país, el Banco de Nuevo León y el Banco Mercantil de Monterrey (antecesores de Banorte), considerado uno de los precursores de la industrialización de Monterrey. Fue cuñado de Antonio V. Hernández y de Evaristo Madero, tío de Francisco I. Madero (presidente de México), de Ernesto Madero Farías (secretario de Hacienda) y de Rafael L. Hernández (secretario de Gobernación), padre de Andrés L. Farías y de Alfredo S. Farías, y abuelo de Bernardo Elosúa Farías, Juan S. Farías, Luis M. Farías, entre otros. 

## Familia
Andrés Farías y Benavides nació el 29 de septiembre de 1845 en San Pedro de las Colonias, Coahuila. Fue hijo de Juan Francisco Farías, cofundador de la República del Río Grande, y de María Inocente de Benavides y García-Dávila (hija del capitán Lázaro de Benavides y Soberón, dueño de la hacienda de Guadalupe en Río Grande). Su hermana Manuela Farías fue la segunda esposa de Evaristo Madero, gobernador de Coahuila (madre de Ernesto Madero Farías). 
El 20 de junio de 1867 contrajo matrimonio en la hacienda de Guadalupe, San Juan Bautista del Río Grande, con su prima-hermana, Nemesia Hernández Benavides (hermana de Antonio V. Hernández, fundador del Banco Central Mexicano), hija del capitán Marcos Hernández Montalvo, jefe político del Partido de Río Grande, y de su segunda esposa Petra de Benavides y García-Dávila (hermana de la madre del propio Farías). Nemesia era media-hermana Rafaela Hernández Lombraña, primera esposa de Evaristo Madero (madre de Francisco Madero Hernández y abuela del presidente Francisco I. Madero).

## Trayectoria

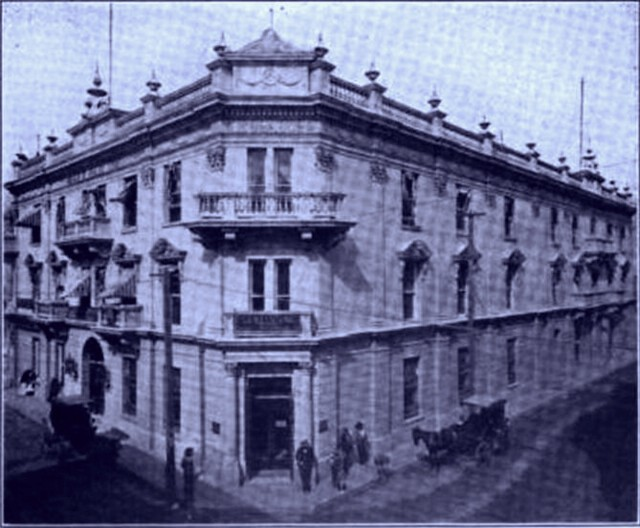
Banco de Nuevo León fundado en 1892.

Poseyó importantes minas de plata y plomo en Cuencamé (Durango) y Monclova (Coahuila), incluidas las minas Simplicia y de Dolores en la Sierra de Santa Rosalía.
En 1891 fue uno de los accionistas de la Compañía Minera San Nicolás, promovida por su primo y cuñado Antonio V. Hernández (sobre las minas de San Nicolás Tolentino, descubiertas por su antepasado el capitán Francisco Báez de Benavides) en sociedad con el general Jerónimo Treviño, Manuel Romero Rubio, Viviano L. Villareal, Evaristo Madero, entre otros.
En 1892 fue uno de los accionistas fundadores del Banco de Nuevo León, promovido por su cuñado Evaristo Madero, participando en su primer consejo de administración, junto al general Jerónimo Treviño, Patricio Milmo, Valentín Rivero Gajá, Eduardo Zambrano, Francisco Belden y Francisco Armendaiz.
En 1899 fue uno de los accionistas fundadores del Banco Mercantil de Monterrey, actuando asimismo como apoderado de Enrique C. Creel, su principal promotor y uno de los principales socios capitalistas, quien se encontró ausente en el momento de la fundación (no participó en su consejo de administración).

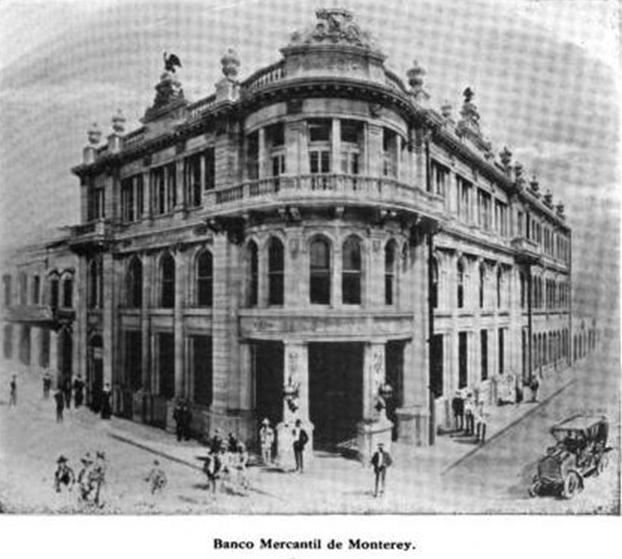
Banco Mercantil de Monterrey, fundado en 1899.

En 1900 fue accionista fundador de la Compañía Minera del Norte S.A., junto a Antonio V. Hernández, Francisco G. Sada, su sobrino Francisco Madero Hernández, Gregorio Zambrano, entre otros.
En 1901 asumió la gerencia de la Sociedad Cooperativa de Ahorros e Inversiones de Monterrey, de cuyo consejo de administración fue miembro junto a Antonio V. Hernández, Eduardo Zambrano, Francisco Belden, Otto Degetau y el general Jerónimo Treviño. Su sede inicial se ubicó en el edificio del Banco de Nuevo León, más tarde mudándose al edificio del Banco Mercantil de Monterrey.
Fue nombrado regidor primero del ayuntamiento de San Pedro de las Colonias, donde poseía extensas propiedades algodoneras y guayuleras.

## Revolución y exilio
Sus hijos participaron como socios bajo la denominación de Andrés Farías y Hnos. (liderados por su hijo Andrés L. Farías) en diferentes compañías, incluyendo, en 1909 la Compañía Minera Nueva Unión y Concordia, junto a Daniel Milmo, Eugene Kelly, Alfonso de Tárnava, y los hermanos Francisco I. Madero y Gustavo A. Madero.
Tras el asesinato de sus sobrinos Francisco I. Madero y Gustavo A. Madero, en la Decena Trágica, sus hijos Andrés L. Farías y Alfredo S. Farías se unieron a sus primos Ernesto Madero Farías, Raúl Madero, Adrián Aguirre Benavides, Eugenio Aguirre Benavides, y otros (incluidos Roque González Garza y los hermanos Argüelles), para apoyar a la División del Norte en contra del general Victoriano Huerta, quien se había apoderado de la presidencia.
Por temor a las represalias de Huerta, partió al exilio junto a la familia de su hijo Alfredo S. Farías, estableciéndose en El Paso, Texas, desde donde éste hacía de enlace entre la División del Norte y el gobierno de los Estados Unidos, y desde donde recibió la noticia de la incautación de todos sus bancos, minas y haciendas.
Regresó a México quince años más tarde. Murió el 27 de septiembre de 1934 en su casa de Monterrey, Nuevo León.

## Matrimonio y descendencia
De su único matrimonio con su prima Nemesia Hernández Benavides nacieron quince hijos, de los cuales solo algunos llegaron a edad adulta.
- María Inocente Farías, casada con Bernardo Elosúa González, uno de los fundadores de la Cervecería Cuauhtémoc, nieto del coronel Antonio de Elosúa y Zenea (padres de Bernardo Elosúa Farías, fundador de LAMOSA y del Tec de Monterrey).
- Raymundo A. Farías, casado con Tomasa Solís González, hija de Prisciliano Solís y de Brígida González.
- Juan Francisco Farías, casado con Virginia García Muguerza, hija de Ramón García Chávarri y Guadalupe Muguerza Crespo, hermana de José A. Muguerza (padres de Juan S. Farías, uno de los fundadores del Tec de Monterrey, caballero de la Orden de Leopoldo de Bélgica).
- Andrés L. Farías, casado con Virginia Barrera Treviño, hija de Juan Barrera y Dolores Treviño.
- Alfredo S. Farías, casado con Virginia de la Garza y Villareal, hija de Fortunato de la Garza, socio accionista del Banco de Nuevo León,[13] y de Dolores Villareal (hermana de Viviano L. Villareal, gobernador de Nuevo León).
- Enrique F. Farías, casado con Mercedes Muguerza Lafón, hija de José A. Muguerza, uno de los fundadores de la Cervecería Cuauhtémoc y del Banco Mercantil de Monterrey, y de Adelaida Lafón y Gajá.
- José F. Farías, casado con Benedicta Martínez y Martínez (padres de Luis M. Farías, gobernador de Nuevo León, oficial de la Legión de Honor).
- María del Carmen Farías, casada con Jesús Calderón Dessommes, hijo de Jesús Calderón Penilla (hermano de José Calderón Penilla) y Marie-Louise Dessommes.
- Alfonso A. Farías, casado con María del Carmen Sada Gómez, hija de Alberto Sada Muguerza (hermano de Francisco G. Sada y sobrino de José A. Muguerza), y de Magdalena Gómez.